# Point Rae
Rae är en udde i Antarktis. Den ligger i Sydorkneyöarna. Argentina och Storbritannien gör anspråk på området.
Terrängen inåt land är huvudsakligen kuperad, men åt sydväst är den platt. Havet är nära Rae söderut. Trakten är obefolkad. Det finns inga samhällen i närheten. 